# Kindheitstraum
Kindheitstraum (engl. childhood dream) bezeichnet einen im Kindesalter autonom entwickelten, intensiven Wunsch. Im erweiterten Sinn steht Kindheitstraum umgangssprachlich auch für etwas als Kind Ersehntes (etwas „erträumen“) bzw. etwas Unwirkliches.

## Arten von Kindheitsträumen
Häufig werden Berufsbilder zu Vorlagen eines Kindheitstraumes, z. B. der Traum vom Beruf Feuerwehrmann, Lokführer oder Pilot. Ein Kindheitstraum kann jedoch auch abstrakte Vorstellungen umfassen wie das Fliegen ohne technische Hilfsmittel. Kindheitsträume können sowohl zukunftsgerichtete Vision sein als auch konkret gegenwartsbezogen.

## Funktion von Kindheitsträumen
Kindheitsträume können bei der Entwicklung von Lebenszielen und der Lebensplanung Orientierung bieten. Die Realisierung von Kindheitsträumen ist häufig durch intrinsische Motivation geprägt. Die Summe aller Kindheitserinnerungen und Kindheitsträume beeinflussen nachweislich die spätere Entwicklung des Menschen.